# أشلي كيني
أشلي كيني (بالإنجليزية: Ashley Keane)‏ هو لاعب كرة قدم بريطاني، ولد في 20 نوفمبر 1981 في حي كامدين في لندن في المملكة المتحدة. لعب مع نادي توركي يونايتد.

## وصلات خارجية
- أشلي كيني على موقع Soccerbase.com (لاعب) (الإنجليزية)